# 丽江东站
丽江东站位于中国丽江市古城区金山街道洪家村，是仁丽联络线的一个车站，是原大丽铁路北端终点。该站不办理客运业务，只办理货运业务。

## 历史
2009年9月3日，丽江东站建成。2009年9月28日，大丽铁路开通运营暨列车首发仪式在丽江东站举行。2011年10月29日，丽江站随仁丽铁路通车运营，代替了丽江东站的客运功能，丽江东站改为货运车站，不再办理客运服务。2011年12月1日，丽江东站开办货运业务。

## 车站结构
丽江东站共有5条通车轨道、4条客运、1条货运轨道。临时候车室面积1360平方米，可容纳800位旅客。